# Lente (fiume)
Il Lente è un torrente che attraversa l'estremità sud-orientale della provincia di Grosseto. È uno dei principali tributari del fiume Fiora, nel quale riversa le sue acque dopo un corso di circa 30 km compreso nei comuni di Sorano e Pitigliano.

## Il corso
Le sue sorgenti si trovano nell'Area del Tufo, nella parte orientale del territorio comunale di Sorano, in un'area collinare boscata nei pressi della località di San Quirico, a nord-ovest della zona in cui si sviluppa l'insediamento rupestre di Vitozza.
Lungo il suo corso, il fiume si dirige verso sud-ovest, oltrepassa il borgo di Sorano rispetto al quale scorre a ovest e, continuando lungo la stessa direzione raggiunge Pitigliano, presso il cui abitato raccoglie le acque di due affluenti, Meleta e Prochio, e con essi contribuiva ad alimentare nel passato l'Acquedotto Mediceo che contraddistingue la cittadina pitiglianese.
Il fiume prosegue ancora verso sud-ovest, fino a raggiungere la sponda orientale del Fiora, del quale costituisce uno dei principali affluenti di sinistra.

## Biotopo dell'alta Valle del Fiume Lente

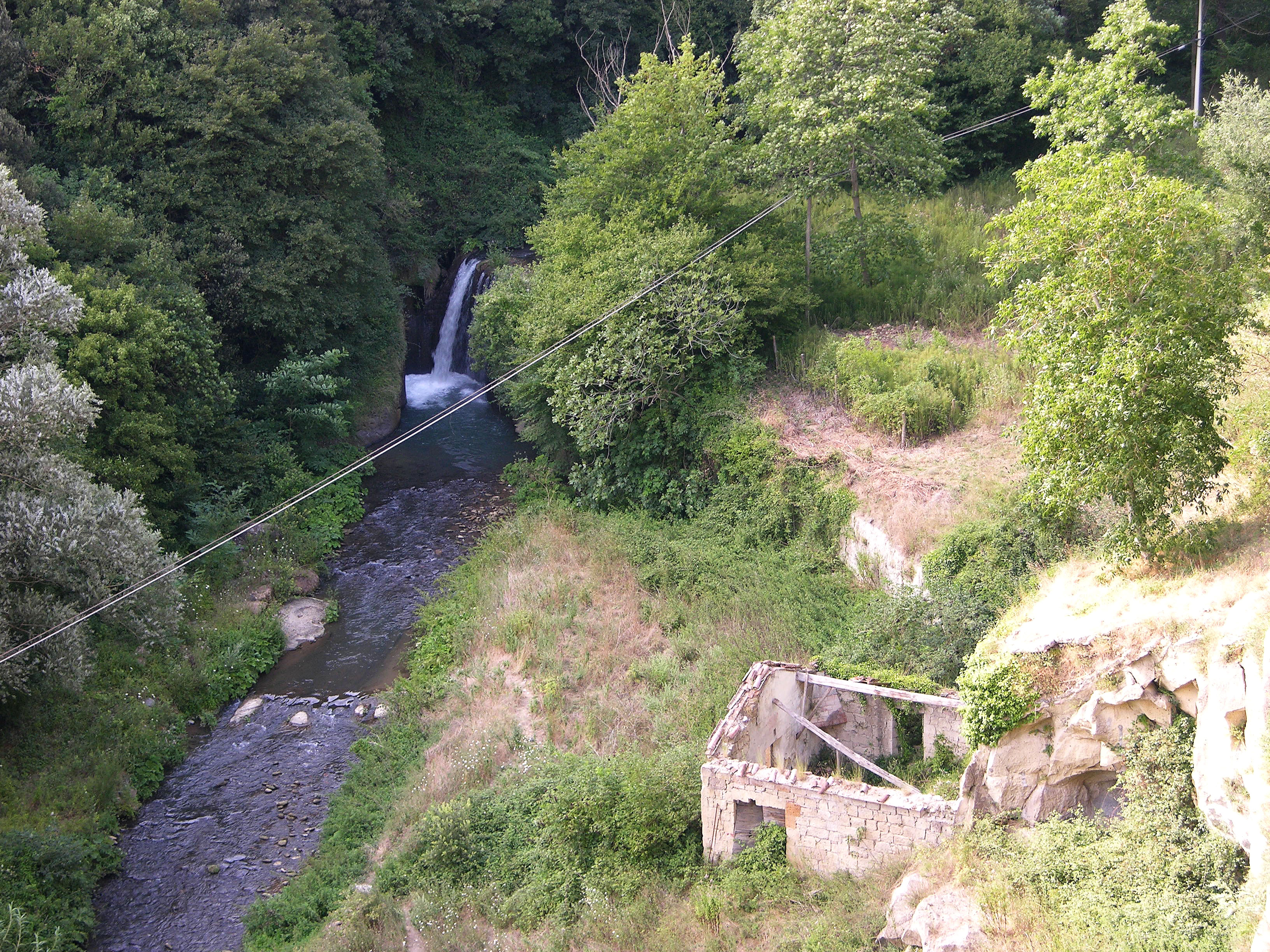
Particolare della cascata ed il vecchio mulino.

Il biotopo Fiume Lente comprende la parte più alta della valle, dalle sorgenti fino a poco a monte del paese di Sorano, per una lunghezza di oltre 3 km. 
L'alta valle del Lente presenta caratteristiche geobotaniche uniche in Toscana, racchiudendo esempi di bosco mesofilo-montano singolarmente a contatto con aspetti di vegetazione mediterranea. In essa persistono nuclei relitti di faggeta abissale e di foreste con elevata diversità di specie legnose, fra cui latifoglie “nobili” come tigli, acero montano e olmo montano. Questi boschi sono rapportabili all'habitat di interesse comunitario prioritario denominato “Foreste di versanti, ghiaioni e valloni del Tilio- Acerion” (Direttiva 97/62/CE). Nel territorio di Sorano essi si trovano in condizione di marcato eterotopismo e di isolamento, persistendovi solo grazie ai favorevoli fattori di elevata umidità atmosferica ed edafica che si verificano a causa di fenomeni di inversione termica.

### Storia
Il biotopo, proposto recentemente come Sito di interesse regionale (SIR), ospita numerose specie di elevato interesse fitogeografico e/o conservazionistico per la loro rarità a livello regionale.
Il Fiume Lente costituisce inoltre un'importante risorsa idrica per la zona, grazie alla portata discreta e relativamente stabile delle sue sorgenti. L'area non rientra in aree Natura 2000 o in aree protette ai sensi della L. 394/91 e L.R.T. 49/95.

### Geomorfologia
Il Lente è il principale corso d'acqua della parte settentrionale del comprensorio vulcanico vulsino fra Lazio e Toscana. Esso è caratterizzato da estese superfici tabulari originatesi in tempi relativamente recenti da attività eruttive di piroclastiti ignimbritiche. Queste bancate di materiale tufaceo tenero e poroso furono in seguito profondamente incise dalle acque di scorrimento superficiale di fiumi e torrenti, con formazione di forre ed insenature dai versanti scoscesi, di cui quella del Lente è una delle massime manifestazioni.
Sotto copertura forestale la roccia tufacea dà origine a suoli fertili, soffici, e ben aerati che risultano ottimali per lo sviluppo della vegetazione arborea.

### Clima
Dal punto di visa climatico, il biotopo è caratterizzato da precipitazioni discretamente abbondanti (circa 900 1.000 mm annui) e temperature medie fra 13 e 14 °C. È questo un ambito già di tipo collinare e suboceanico al di fuori del contesto mediterraneo, come dimostrato dalla grande prevalenza della vegetazione decidua. Nell'alta valle del Lente il tasso di umidità atmosferica ed edafica è piuttosto elevato durante tutto l'anno a causa del fenomeno dell'inversione termica, della presenza di sorgenti perenni e della notevole biomassa forestale.

### Flora
La seriazione altitudinale della vegetazione lungo i versanti dell'alta valle del Lente è molto caratteristica, in quanto i boschi più esigenti di umidità sono relegati verso il fondo del vallone, mentre quelli più eliofili e termofili si attestano nelle parti più alte.
Sui livelli inferiori dei versanti, in particolare di quelli esposti a nord sotto l'insediamento rupestre di Vitozza, sono presenti boschi mesofilo-montani con abbondante faggio e con altre latifoglie nobili come tiglio (Tilia platyphyllos), acero montano (Acer pseudoplatanus), olmo montano (Ulmus glabra) e carpino bianco (Carpinus betulus).
Più in alto subentrano cerro (Quercus cerris) e carpino nero (Ostrya carpinifolia), con sporadico castagno e altre latifoglie minori, come acero campestre, acero trilobo, nocciolo e orniello.
Sulle parti più alte del versante e sul ciglio della scarpata tufacea sono anche presenti lembi di macchia sempreverde con leccio, verificandosi così un contrasto ecologico notevole rispetto ai boschi mesofili del fondovalle.
Un cenno merita inoltre la vegetazione erbacea, trovandosi nel biotopo sia aspetti di prato semi umido con alcune specie rare come la crucifera Rorippa pyrenaica, sia pratelli xerofitici di piccole erbe per lo più annuali sugli affioramenti e i pavimenti di roccia tufacea. 
Infine sono da menzionare le lussureggianti comunità di alte erbe igrofile che colonizzano le sponde del Lente, le quali possiedono elevata naturalità e diversità di specie.
Il biotopo si contraddistingue per la presenza di numerose specie femorali tipiche di boschi fertili, ombrosi e con elevata umidità pedoclimatica. Molte di esse sono legate all'ambiente della faggeta, come ad esempio Cardamine kitaibelii, C. chelidonia, Milium effusum, Galium odoratum, Senecio nemorensis ssp. fuchsii, Polygonatum multiflorum, Athyrium filix-femina, Stachys sylvatica, Sanicula europaea, Anemone nemorosa e Polmonaria picta.
Il particolare microclima oceanico del fondovalle è ulteriormente testimoniato da stazioni di specie igrofile come Festuca gigantea, vigorosa graminacea sporadica in Toscana, e della caratteristica felce Phyllitis scolopendrium.
Nei boschi più asciutti dei livelli superiori sono presenti molte altre specie dei querceti e boschi misti, fra cui ne compaiono alcune di particolare interesse fitogeografico. È questo il caso della lamiacea Ajuga genevensis e della cariofillacea Lychnis coronaria, entrambe attualmente note in Toscana solo per questa limitata area. Ad esse bisogna aggiungere la ciperacea Carex depauperata, specie nemorale meno appariscente delle precedenti ma considerata rara a livello nazionale. Più diffusa è invece Vicia grandiflora.
Fra le specie prative sono da menzionare altre rarità come la crucifera Rorippa pyrenaica e la graminacea Agrostis pourretii, entrambe tipiche di prati naturali temporaneamente umidi.
In stazioni più aride sugli affioramenti di tufo troviamo invece altre interessanti specie come la boraginacea Anchusella cretica, le leguminose Trifolium strictum e T. cherleri e alcune specie annuali del genere Sedum. È presente anche la piccola felce Anagramma leptophylla.
Infine sulle sponde del Lente sono presenti specie decisamente igrofile come Scrophularia umbrosa, Cardamine amara var. grandifolia, Hypericum tetrapterum, Berula erecta, Mentha aquatica, Myosotis scorpioides, Circaea lutetiana, Epilobium lanceolatum, Anthriscus sylvestris e altre.